# Pizzabakeren
Pizzabakeren är en nordisk pizzakedja med närmare 200 pizzerior i Norge, Sverige och Danmark. Pizzabakeren etablerades 2003 i Stavanger.